# Tunel tramwajowy w Bratysławie
Tunel tramwajowy w Bratysławie (słow. Bratislavský tramvajový tunel) – tunel tramwajowy w centrum Bratysławy, przebiegający pod wzgórzem zamkowym, łączący zachodnie dzielnice miasta (m.in. Karlova Ves i Dúbravka) z centrum.

## Budowa

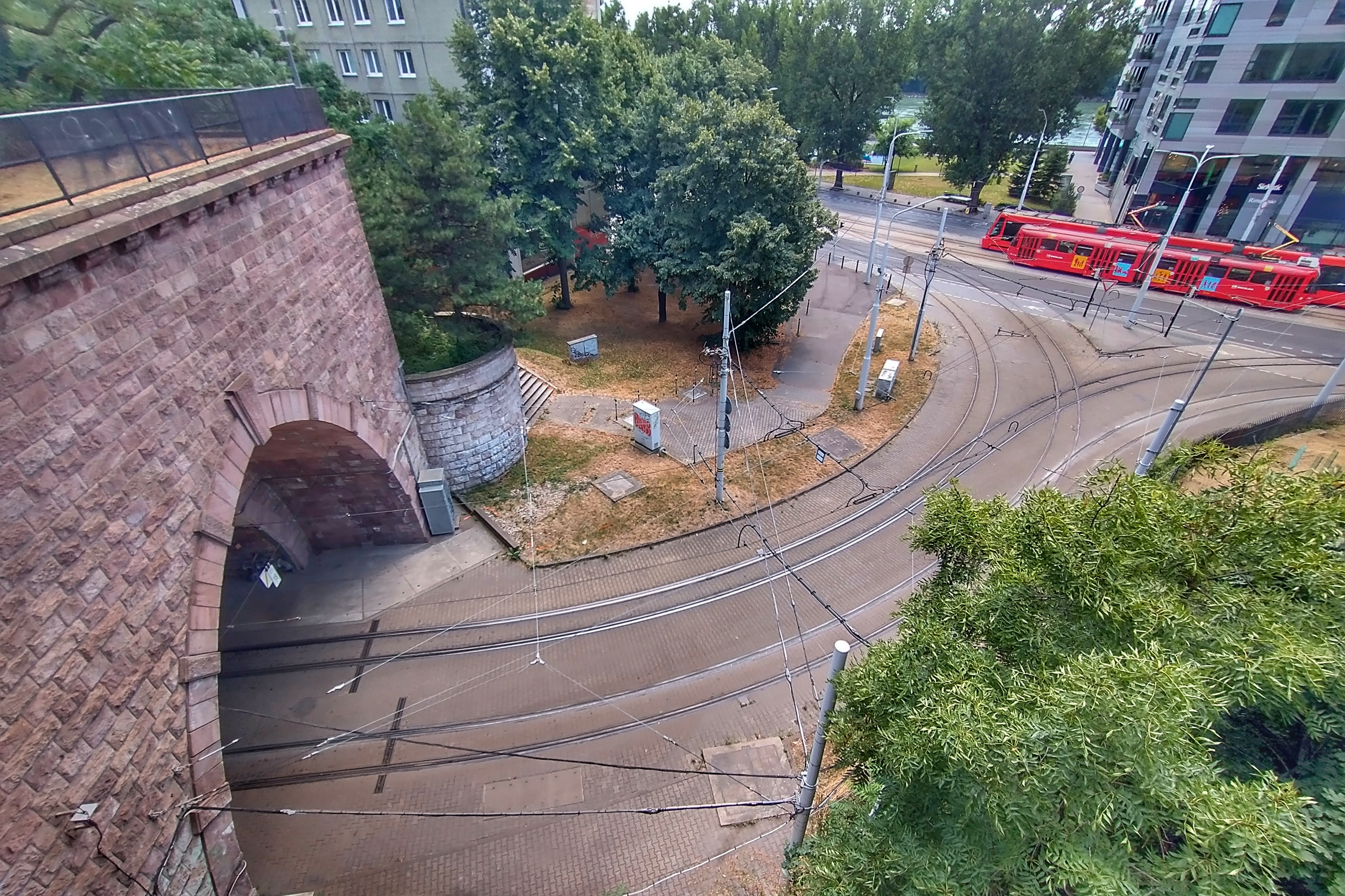
Portal zachodni

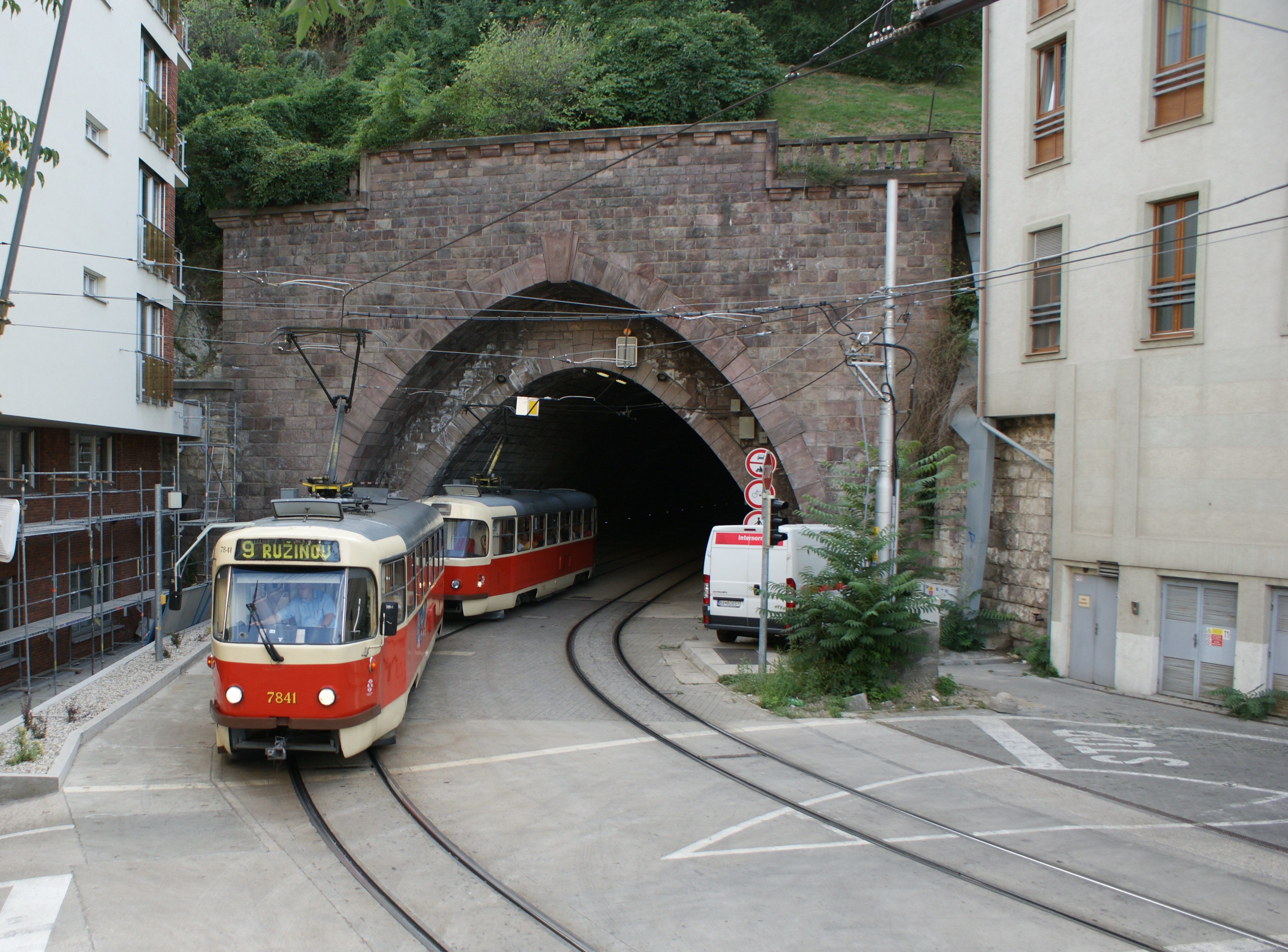
Tatra T3 wyjeżdża ze wschodniego portalu ku centrum miasta

Projekt koncepcyjny tunelu przygotował Centralny Zarząd Budownictwa Republiki Słowackiej (słow. Ústredna stavebna správa). Przybliżony koszt budowy oszacowano na kwotę 43.440.000 koron słowackich. Prace rozpoczęto pod koniec września 1943 (portal wschodni, od strony centrum miasta) i na początku października 1943 (portal zachodni, dunajski). Projektujący budowlę kierowali się ideą przybliżenia gęsto zaludnionych części miasta do nabrzeża Dunaju, co miało zapewnić różnorakie korzyści: rozbudowę zdrowo położonych terenów zachodnich stolicy, przedłużenie nabrzeża rzecznego i utworzenie promenady, powiązanie przyszłych obszarów wystawienniczych z miastem, jak również utworzenie w pobliżu szkół i gęsto zabudowanych dzielnic schronu na czas wojny.  

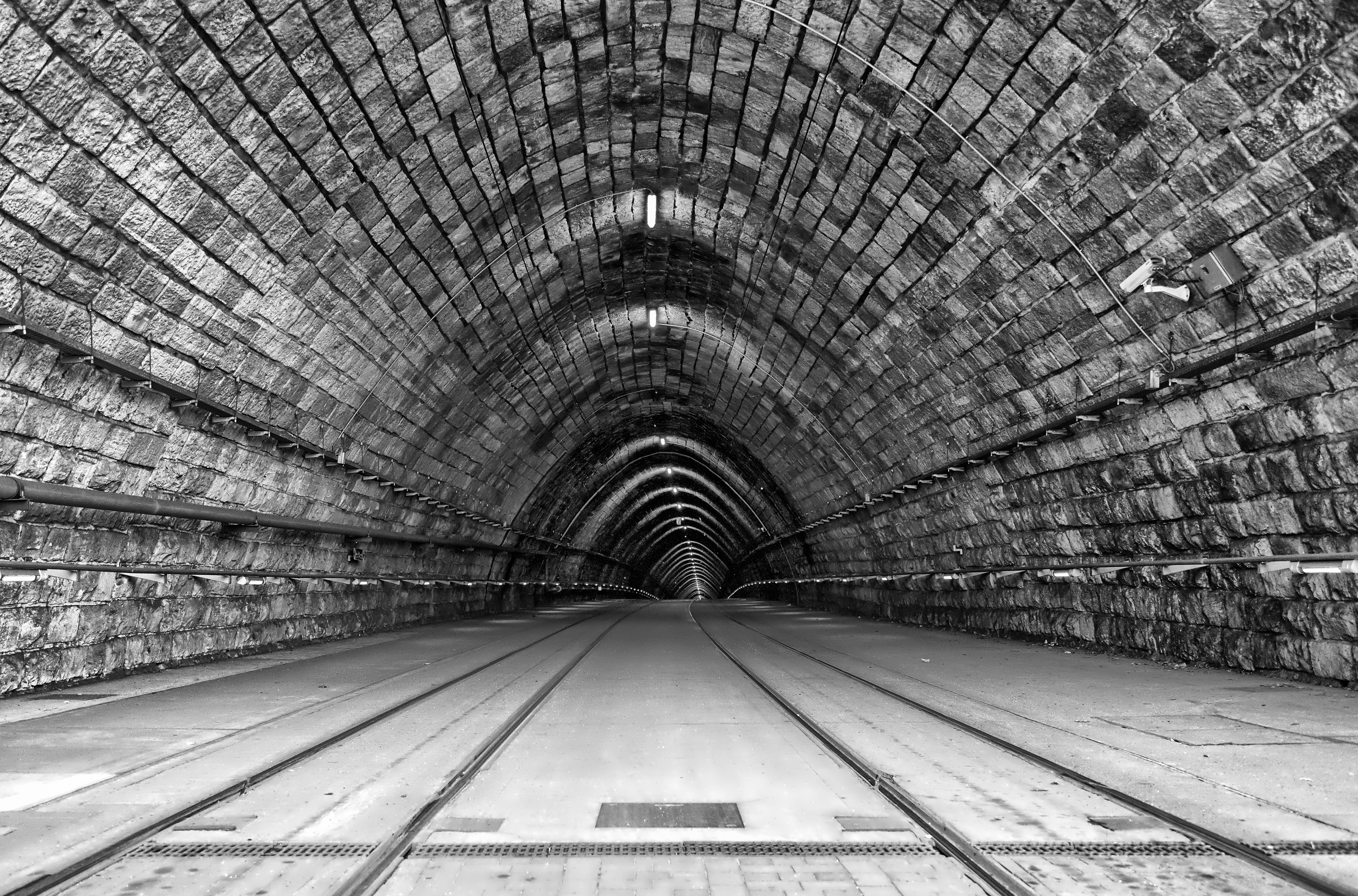
Wnętrze tunelu

Projekt koncepcyjny w zasadzie został zrealizowany – zbudowano właściwy tunel, wyjście awaryjne oraz szyb wentylacyjny. Oś tunelu jest prosta, bezpośrednia, przechodząc Zamkiem Bratysławskim i kończąc się przed Naczelnym Sądem Administracyjnym (Edlov dvorem). Kontynuacją osi tunelu jest ulica Kapucínska w kierunku Hurbanova námestia. Tunel zaczyna się na wysokości 141,39 m n.p.m. po stronie Dunaju i kończy się na wysokości 159,45 m n.p.m. po stronie miasta. Całkowita długość tunelu to 792,2 metra, a powierzchnia przekroju wynosi 53 m². Wyjście awaryjne o długości 134 metrów i przekroju 15 m² zaczyna się na wysokości 178,51 m n.p.m., a kończy się na wysokości 153,644 m n.p.m. Kąt nachylenia w tym przypadku ma wartość 17,5% (przejście zawiera stopnie dla pieszych). Maszynownie z urządzeniami wentylacyjnymi usytuowane są prostopadle do osi wyjścia awaryjnego. Tunel i wyjście awaryjne wyposażono w toalety, źródła wody pitnej, oświetlenie elektryczne, kanalizację i wodociąg.  
Podczas prac projektowych żywiono obawy, że skała masywu zamkowego jest zwietrzała i ma niebezpieczną strukturę, co okazało się nieprawdą. Przy budowie zatrudnieni byli wyłącznie słowaccy robotnicy i personel doświadczony podczas poprzednich prac tunelowych na terenie kraju. Stworzono bezpłatne zakwaterowanie dla 480 pracowników w czterech barakach. Każdy pracownik otrzymał siennik, poduszkę, koc oraz szafkę na swoje potrzeby. Baraki miały stoły, krzesła, zlewy, kuchenkę, toalety i inne potrzebne wyposażenie. Budowę prowadzono w warunkach wojennych, pod specjalnym nadzorem. Pracowano jednocześnie od strony obu portali, przy czym wschodni wymagał trudniejszych rozwiązań z uwagi na gęstą zabudowę po tej stronie.  

## Eksploatacja
Podczas II wojny światowej obiekt służył jako schron dla ludności (nie został jeszcze w pełni ukończony). Po 1945 prace kontynuowano ale ich tempo spadło. Ostatecznie zakończyły się w 1949. Po oddaniu do użytku tunel był wykorzystywany dla ruchu samochodowego i pieszego, jednak wentylacja była niewystarczająca, a natężenie oświetlenia bardzo słabe. Po pewnym czasie piesi rezygnowali z przechodzenia tunelem z uwagi na nadmierny poziom spalin.  
Przebudowę tunelu na tramwajowy rozpoczęto w 1981, w ramach budowy połączenia zachód-wschód, w kierunku Karlovej Vsi i Dúbravki. Koszt przedsięwzięcia wyniósł 83,7 milionów koron czechosłowackich. Otwarcie nastąpiło 3 września 1983. W początku XXI wieku linie tramwajowe kursujące tunelem realizowały około 330 połączeń dziennie. Obiekt odpowiada (z dużym zapasem skrajni) potrzebom eksploatacyjnym tramwajów. 

## Architektura

### Portal zachodni (dunajski)
Portal i droga dojazdowa przed nim znajdują się na terenie starego cmentarza żydowskiego, który był w użytkowaniu do 1846. Nekropolia podczas budowy została poważnie uszkodzona. Udało się uratować mauzoleum rabina Chatama Sófera i nagrobki kilku innych osób.

### Tunel
Rura tunelu ma długość 792,2 metra i jest prosta. Przy obu portalach wcinają się w nią łuki wjazdowe. Z zachodu na wschód tunel wznosi się na długości 732 m ze zmiennym nachyleniem od 7 do 29,6 ‰ (z maksymalnym nachyleniem na 480 metrze), a następnie opada o 2,5 ‰ na długości 58 metrów. Jego szerokość wynosi 11 metrów, natomiast wysokość 6 metrów. Różnica wysokości wynosi 18 m. Okładzina wewnętrzna tunelu i portali wykonana jest z bloków ryolitowych. Na początku lat 60. XX w. po południowej stronie tunelu ułożono rurę wodną o średnicy 800 mm. Po obu stronach znajdują się trzy nisze bezpieczeństwa. Mniej więcej w połowie tunelu zbudowano korytarz ewakuacyjny, odchodzący w lewo w kierunku tzw. Palisad. Drugi korytarz z wydłużonymi przestrzeniami prowadzący w prawo prowadził na zbocze we wschodniej części wzgórza zamkowego. 